# GOLDEN☆BEST 藤圭子 ヒット&カバーコレクション 艶歌と縁歌
『GOLDEN☆BEST 藤圭子 ヒット&カバーコレクション 艶歌と縁歌』（ゴールデン・ベスト ふじけいこ ヒット・アンド・カバーコレクション えんかとえんか）は、藤圭子のベスト・アルバム。2010年12月8日発売。発売元はソニー・ミュージックダイレクト。規格品番はMHCL-1825/6。

## 解説
1969年9月にシングルレコード「新宿の女（JRT-1037）」でレコード・デビュー、翌年2枚のスタジオ・アルバム『新宿の女/“演歌の星”藤圭子のすべて（JRS-7067）』『女のブルース（JRS-7087）』と企画盤『演歌の競演/清と圭子（JRS-7100）』（内山田洋とクール・ファイブ&藤圭子）の計3枚でアルバムオリコンチャート42週連続1位という、未踏の記録を達成してから40周年を迎えたことを記念したアルバム。各レコード会社から発売されているベスト・アルバムシリーズ“ゴールデン☆ベスト”の中の1作となる。以前には同シリーズより、『GOLDEN☆BEST 藤圭子』（2005年10月26日発売：BVCK-38110）がBMG JAPANから発売されていた。本アルバムはCD-DA2枚組で、BMG JAPANとソニー・ミュージックエンタテインメントが統合したことにより、前作とは異なるソニー・ミュージックダイレクトからの発売となった。
ディスク1は「艶歌」と題し、藤圭子及び藤圭似子名義で発表したシングルレコードA面曲からの選曲。デビュー以降続けて発売した3枚のシングル盤「新宿の女」「女のブルース」「圭子の夢は夜ひらく」からはB面曲も収録された。ブックレットの歌詞掲載ページにはこの3枚と「命預けます」の4枚分のみ、モノクロームのディスクジャケット写真付で、解説付でもある。ディスク2は「縁歌」と題し、スタジオ・アルバムに収録された昭和時代のカバーソングを収録。
歌詞ブックレットには、藤圭子のデビュー当時RCAレコードの担当ディレクターだった榎本襄の回顧録を7ページに渡って掲載。ほか、巻末の制作スタッフ一覧のページには、本アルバムのディスクジャケットに起用された写真に関しての記述もある。CDトレイ下には、収録されたシングルジャケットのカラー写真を並べて掲載。

## 収録曲

### Disc 1 艶歌
特記以外　作詞・作曲:石坂まさを 編曲:池多孝春
1. 新宿の女（3:38）
  - 作詞:石坂まさを・みずの稔 編曲:小谷充
2. 生命ぎりぎり（3:35）
3. 女のブルース（3:52）
  - 作曲:猪俣公章 編曲:成田征英
4. あなた任せのブルース（3:04）
  - 作曲:森川登
5. 圭子の夢は夜ひらく（4:08）
  - 作曲:曾根幸明 編曲:原田良一
6. 東京流れもの（3:19）
  - 作曲:不詳 編曲:原田良一
7. 命預けます（3:24）
  - 編曲:曾根幸明
8. 女は恋に生きてゆく（3:06）
9. さいはての女（3:55）
  - 作曲:彩木雅夫
10. 恋仁義（3:43）
  - 作曲・編曲:曾根幸明
11. みちのく小唄（3:20）
  - 作曲:野々卓也
12. 京都から博多まで（3:23）
  - 作詞:阿久悠 作曲:猪俣公章
13. 別れの旅（4:13）
  - 作詞:阿久悠 作曲:猪股公章
14. 明日から私は（3:34）
  - 作詞:山上路夫 作曲・編曲:鈴木邦彦
15. 私は京都へ帰ります（3:49）
  - 作詞:山口洋子 作曲:猪俣公章
16. 命火（4:32）
  - 編曲:小杉仁三
17. はしご酒（3:45）
  - 作詞:はぞのなな 作曲:赤坂通 編曲:小山恭弘
18. 聞いて下さい私の人生（3:36）
  - 作詞・作曲:六本木哲 補作曲:岡千秋
19. 面影平野（3:58）
  - 作詞:阿木燿子 作曲:宇崎竜童 編曲:馬飼野俊一
20. 可愛い女（4:01）
  - 作詞:中山大三郎 作曲:船村徹 編曲:栗田俊夫
21. 螢火（3:30）
  - 作詞:阿木燿子 作曲:三島大輔 編曲:若草恵

### Disc 2 縁歌
1. アカシヤの雨がやむ時（3:43）
  - 作詞:水木かおる 作曲:藤原秀行 編曲:原田良一
  - 原曲:西田佐知子、1960年代上期にロングセールを記録
2. 今日でお別れ（4:02）
  - 作詞:なかにし礼 作曲:宇井あきら 編曲:青木望
  - 原曲:菅原洋一 第12回日本レコード大賞受賞曲
3. カスバの女（3:46）
  - 作詞:大高ひさを 作曲:久我山明 編曲:原田良一
  - 原曲:エト邦枝 異国を舞台とした楽曲
4. 知りすぎたのね（3:11）
  - 作詞・作曲:なかにし礼 編曲:高田弘
  - 原曲:ロス・インディオス
5. 雨がやんだら（3:19）
  - 作詞:なかにし礼 作曲:筒美京平 編曲:佐藤けんじ
  - 原曲:朝丘雪路 本楽曲でNHK紅白歌合戦（第22回）に再出場
6. 霧の摩周湖（2:46）
  - 作詞:水島哲 作曲：平尾昌晃 編曲:成田征英
  - 原曲:布施明 第9回日本レコード大賞で作曲賞受賞
7. 女の意地（3:44）
  - 作詞・作曲:鈴木道明 編曲:竹村次郎
  - 原曲:西田佐知子 1970年にリバイバル・ヒットした1965年の楽曲
8. 逢わずに愛して（3:53）
  - 作詞:川内康範 作曲:彩木雅夫 編曲:森岡賢一郎
  - 原曲:内山田洋とクール・ファイブ オリコンチャート1位獲得曲
9. 港町ブルース（4:04）
  - 作詞:深津武志 補作詞:なかにし礼 作曲:猪俣公章 編曲:竹村次郎
  - 原曲:森進一 国内の港町が多数登場するご当地ソング
10. 別れの朝（4:45）
  - 作詞:なかにし礼 作曲:ウド・ユルゲンス 編曲:竜崎孝路
  - 原曲:ペドロ&カプリシャス オリコンチャート1位獲得曲
11. うそ（3:15）
  - 作詞:山口洋子 作曲:平尾昌晃 編曲:あかのたちお
  - 原曲:中条きよし 本楽曲で第25回NHK紅白歌合戦に初出場
12. 北国行きで（3:53）
  - 作詞:山上路夫 作曲:鈴木邦彦 編曲:竜崎孝路
  - 原曲:朱里エイコ 本楽曲で第23回NHK紅白歌合戦に初出場
13. 北国の春（4:08）
  - 作詞:いではく 作曲:遠藤実 編曲:斉藤恒夫
  - 原曲:千昌夫 1970年代下期にロングセールを記録
14. ひとり寝の子守唄（3:03）
  - 作詞・作曲:加藤登紀子 編曲:青木望
  - 原曲:加藤登紀子 第11回日本レコード大賞で歌唱賞受賞
15. 旅の終りに（3:22）
  - 作詞:立原岬 作曲:菊池俊輔 編曲:斉藤恒夫
  - 原曲:冠二郎、1977年の楽曲
16. おもいで酒（3:37）
  - 作詞:高田直和 作曲:梅谷忠洋 編曲:竜崎孝路
  - 原曲:小林幸子 本楽曲で第30回NHK紅白歌合戦に初出場
17. みちのくひとり旅（3:51）
  - 作詞:市場馨 作曲:三島大輔 編曲:斉藤恒夫
  - 原曲:山本譲二 本楽曲で第32回NHK紅白歌合戦に初出場
18. 舟唄（4:13）
  - 作詞:阿久悠 作曲:浜圭介 編曲:竜崎孝路
  - 原曲:八代亜紀 第30回NHK紅白歌合戦で大トリを飾った楽曲
19. さすらい（3:23）
  - 作詞:十二村哲 作曲:北原じゅん 編曲:竹村次郎
  - 原曲:克美しげる 藤のシングル盤に同名異曲の「さすらい」がある
20. 怨み節（3:30）
  - 作詞:伊藤俊也 作曲:菊池俊輔 編曲:池多孝春
  - 原曲:梶芽衣子
21. 網走番外地（3:25）
  - 作詞:タカオカンベ 作曲:不詳 編曲:池田孝
  - 原曲:高倉健ほか 「圭子の網走番外地」という詞が異なる楽曲もある